# اس.او.اس. (ترانه استراتواریوس)
«اس. اُ. اس.» (به انگلیسی: S.O.S.) تک‌آهنگی از استراتوواریوس است که در سال ۱۹۹۸ میلادی منتشر شد.